# Les Bodin's
Cet article possède un paronyme, voir Bodin.
 (septembre 2024).

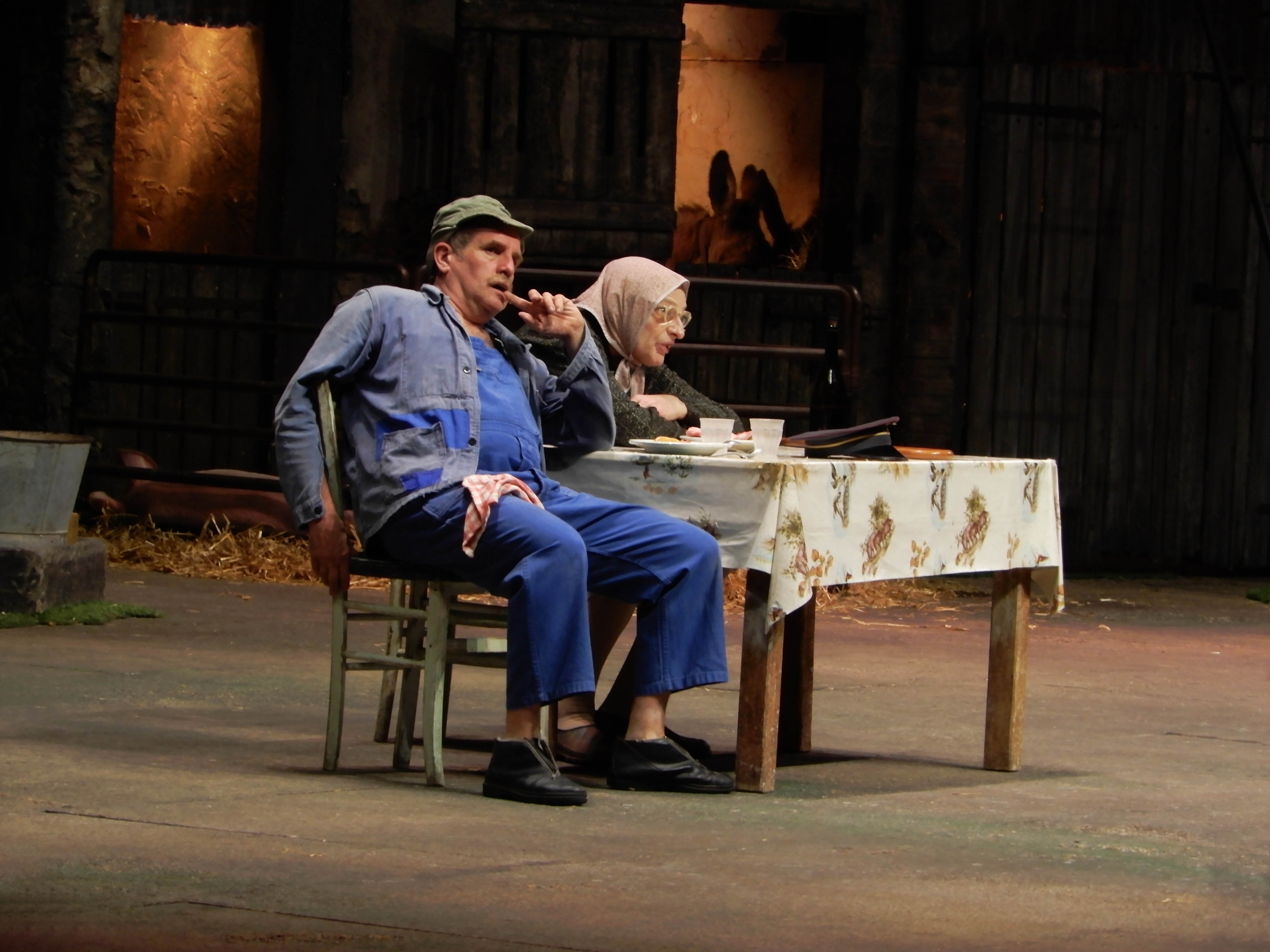
Les Bodin's au zénith de Nantes en 2023.

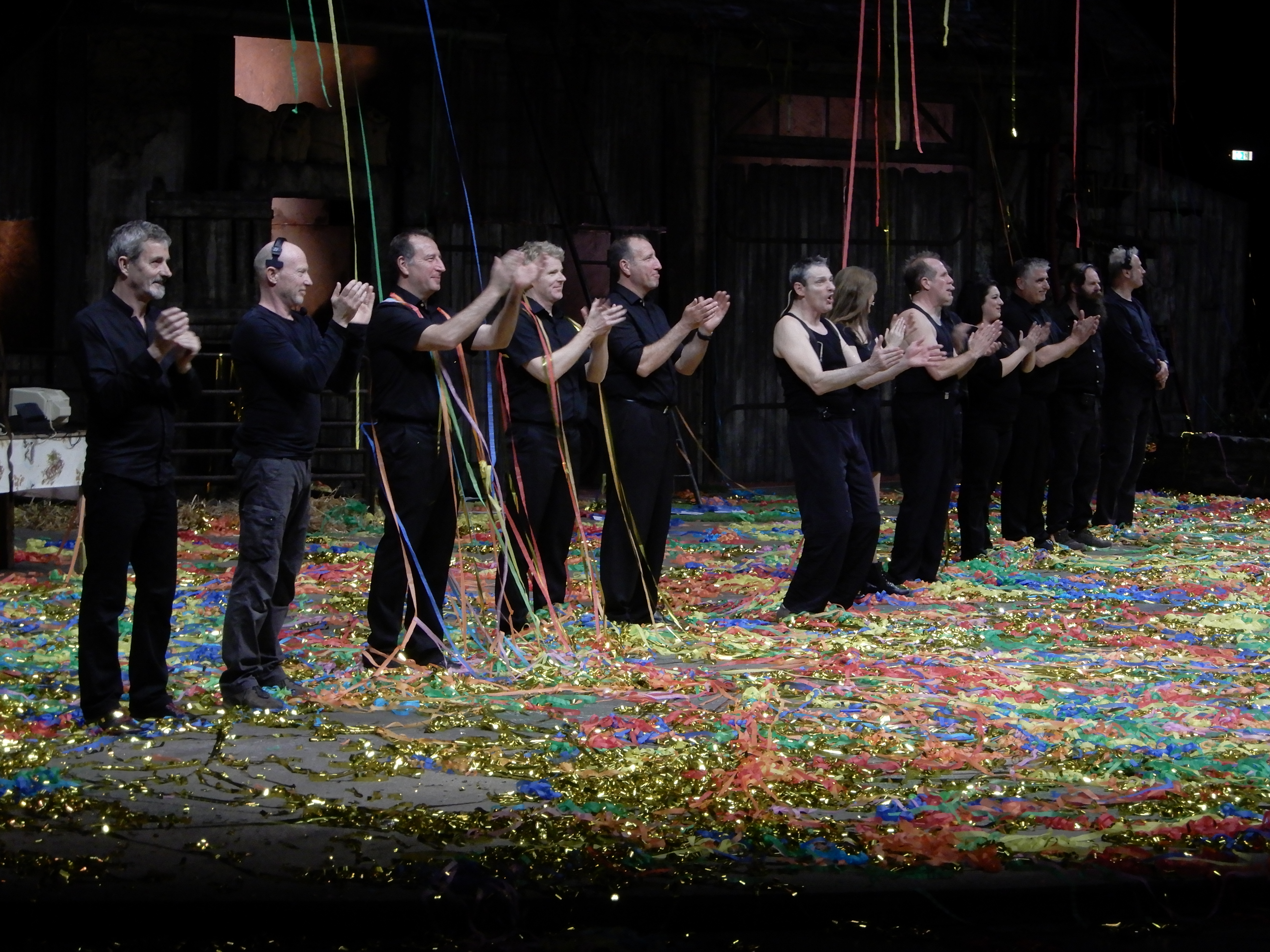
La troupe de théâtre des Bodin's Grandeur nature en 2023.

Les Bodin's est un duo comique français, créé en 1994 et basé à Descartes en Indre-et-Loire, formé par Vincent Dubois et Jean-Christian Fraiscinet, qui jouent respectivement une vieille fermière autoritaire et son fils célibataire.

## Carrière
C'est en 1989 que Vincent Dubois, humoriste et comédien, crée le personnage de Maria Bodin dans son spectacle solo Les aventures Solexines de Maria Bodin dans une salle de spectacle de Tours. Ce personnage lui est inspiré par une dame âgée qu'il rencontre en tant qu'ambulancier. C’est grâce à La Madeleine Proust, interprétée par Lola Sémonin, que Vincent Dubois  a eu envie de créer et d’interpréter une paysanne. 
En 1993, Vincent rencontre le comédien Jean-Christian Fraiscinet. Ensemble ils créent le duo Les Bodin's dans lequel Vincent reprend le personnage de Maria, une vieille dame despotique de 87 ans et Jean-Christian crée le personnage de Christian son fils célibataire. Ainsi naît leur premier spectacle Les Bodin’s en duo.
En 1999, le duo rencontre le producteur Jean-Pierre Bigard, frère de Jean-Marie Bigard et propriétaire du Palais des Glaces et de la Comédie de Paris et le producteur Claude Cyndecki (Cheyenne Productions) en 2015. En 20 ans, le duo remplit les salles des fêtes des villes voisines, puis les Palais des Congrès, puis les Zéniths de France.
Le spectacle Bienvenue à la capitale débute en 2006. Il est resté huit mois au Palais des Glaces. Il a été en tournée jusqu’en mai 2009[réf. souhaitée], et il est passé à l’Olympia le 21 septembre 2010,. Le spectacle a, au total, attiré 250 000 spectateurs.
Par ailleurs, chaque année depuis 2005, en juillet, dans une ferme tourangelle sur la commune de Descartes, le spectacle Les Bodin’s Grandeur nature se joue à guichet fermé devant 20 000 spectateurs. Le 100 000e spectateur de Grandeur nature a été fêté le 7 juillet 2011.
En 2008 et 2010, Les Bodin's sont adaptés au cinéma dans Mariage chez les Bodin's, réalisé par Éric Le Roch, et dans Amélie au pays des Bodin's. Le Mariage enregistre 140 000 entrées et se classe « 2e film le plus rentable après Les Ch'tis au regard du peu de moyens engagés dans le tournage ».
En octobre 2011, ils postent sur le web le sketch Face de bouc (Facebook expliqué aux campagnards), et le 2 décembre 2011, le cumul des vues de la vidéo a dépassé les 3,5 millions. Le sketch est issu de leur spectacle Retour au pays,, qui va être un nouveau succès,. La réplique « Face de bouc, c'est une réunion d'amis, sauf qu'y a pas d'entrecôte, pas d'accordéon, rien à boire et tu connais aucun de tes amis » devient culte pour les fans du duo, et en 2015, la vidéo sur Youtube a été vue au total 6,5 millions de fois. Quatre ans plus tard, les Bodin's continuent de jouer Retour au pays, et ils passent à l'Olympia du 27 février au 1er mars 2015,.
À partir de septembre 2016, les Bodin's ont trois fois par semaine une chronique humoristique dans l'émission Amanda sur France 2. Dans leur chronique, La Télé des Bodin's, la vieille dame et son fils regardent la télé dans leur cuisine, et commentent le programme qu'ils visionnent (Fort Boyard, le Journal Télévisé, le Bulletin Météo, etc.),,.
Pour la première fois, en 2015, le spectacle Les Bodin’s, Grandeur nature, jusqu'alors uniquement joué à la ferme des Souchon sur la commune de Descartes, part en tournée avec de vrais animaux dont un cochon, un âne, des poules et des lapins avec un décor de plus de 1 million d'euros et une scène de 360° de mètres. Forte de son succès, la tournée est reconduite jusqu'en 2021.
Vu par 1,2 million de spectateurs, M6 diffuse en direct la représentation du 18 avril 2019 depuis le Zénith de Nantes. Le spectacle réunit 4,7 millions de téléspectateurs et se place en tête des audiences. Il est suivi du documentaire Au Cœur des Bodin's, réalisé par Éric Le Roch, qui raconte les coulisses de la tournée 2018, et réunit 777 000 téléspectateurs avec une programmation à 00h15.
En 2018, le duo comique est présent dans l'émission Fort Boyard pour animer une épreuve basée sur les chaises musicales appelée Le bal.
En 2020,, ils reviennent dans l'émission en tant que candidats dans l'équipe d'Alex Goude et remportent 12 980 € pour la fondation Hôpitaux de Paris - Hôpitaux de France[réf. souhaitée].
Le 27 avril 2023, M6 retransmet en direct la dernière représentation de la tournée des Zénith du spectacle Les Bodin's, Grandeur nature depuis le Zénith de Nantes. Ce direct réunit 3,53 millions de téléspectateurs et se place en tête des audiences avec 22,8 % de l'ensemble du public. Pendant huit ans, entre 2015 et avril 2023, date de la fin de la tournée, plus de deux millions de spectateurs ont assisté à Grandeur nature avec plus de 500 représentations, pratiquement toutes à guichet fermé. Sur chaque scène des Zénith, Les Bodin's reconstituent une ferme en taille réelle, avec grange, chèvrerie, potager, mare, poulailler, et des diffuseurs d'odeurs pour rendre l'ambiance encore plus réaliste. La reconstitution nécessite deux jours de travail, soixante techniciens et dix semi-remorques.

## Personnages principaux
Ce duo met en scène une vieille fermière autoritaire de 87 ans, Maria (jouée par Vincent Dubois), régissant la vie de son fils de 50 ans, Christian (joué par Jean-Christian Fraiscinet), un célibataire naïf, voire benêt. Les deux comédiens à l'origine du duo sont tous deux nés à la campagne et ont grandi en milieu rural, l'un en Touraine et l'autre dans le Berry. Ils ont créé leurs personnages en s'inspirant de leur quotidien,,,,.

## Accueil, analyses
En 2011, Macha Séry du Monde décrit le duo comme « inconnu des médias ». Macha Séry indique que le duo remplit les salles où il se produit, et qu'il a séduit son public « hors de tout emballement médiatique ». Le duo a joué à guichets fermés à l'Olympia en 2008 en ayant engagé un budget de communication et de publicité de 8,90 euros. Macha Séry compare les Bodin's à Laurel et Hardy, avec la mère qui est une personne rusée, et le fils qui a le rôle du candide. Macha Séry estime qu'il ne doit pas être tenu compte de l'apparence de ces personnages et qu'il serait une erreur de considérer le duo d'humoristes « comme des ploucs, des humoristes franchouillards » : pour Le Monde, le duo est plus proche des Deschiens que des Vamps, partageant notamment avec Les Deschiens la pratique des « distorsions langagières » et du gag.
Selon Frédéric Potet, du journal Le Monde, ce duo comique peut avoir suscité un engouement en raison de certaines réalités concernant les zones rurales que le duo montre dans ses spectacles, notamment l'érosion des services publics et la diminution du nombre de commerces de proximité. Frédéric Potet note que les deux comédiens connaissent leur sujet, ayant grandi à la campagne, et il remarque que le père de l'un et la mère de l'autre travaillaient à La Poste. Frédéric Potet estime que de nombreux fans voient le duo comme des ambassadeurs d'un monde rural mis en difficulté. Alors que les deux comédiens protestent notamment contre la disparition de la maternité du Blanc (Indre) ou la menace pesant sur l’hôpital de Vierzon (Cher), leur personnage Maria déclare : « Il n’y a pas de raison que les gens qui habitent au Blanc, à Vierzon, ne soient pas soignés comme les gens qui habitent à la capitale ». Vincent Dubois, qui joue le rôle de la mère, revendique l’influence de Coluche, qu'il décrit comme « un clown au départ, devenu par la suite un porte-parole ». Frédéric Potet indique que le duo a donné cette « coloration sociale » après leur spectacle Bienvenue à la capitale de 2006, notamment avec les prises de position « quasi révolutionnaires » de leur personnage Maria, qui peuvent être mises en parallèle avec le mouvement des Gilets jaunes de 2018.
Pour Agnès Laurent, de L'Express, le succès en milieu rural du film Les Bodin's en Thaïlande témoigne de l'existence de « deux France », l'une urbaine plus attirée par les films d'auteurs et l'autre rurale plus friande de films grand public. Agnès Laurent note que des spectateurs qui vont peu au cinéma se déplacent pour venir rire des familiarités du duo avec des répliques comme « ferme la cave, les patates vont geler » pour une braguette de pantalon non fermée. Agnès Laurent indique que Jean Latreille, auteur d'un livre sur le cinéma populaire, estime que le public des Bodin's est véritablement issu du milieu rural, et peut apprécier certaines scènes pour les avoir vécues, comme celle où il s'agit d'attraper un cochon dans un enclos. Jean Latreille estime que les spectateurs, étant des campagnards, peuvent rire de personnages qui sont des « péquenauds » sans que cela puisse être mal vu. Selon Jean Latreille, pour de nombreux spectateurs, les Bodin's sont des « membres de la famille », alors que, d'après Agnès Laurent, les spectateurs citadins eux auront plus envie de voir des personnages issus de la classe moyenne ou de la bourgeoisie, évoluant dans de beaux appartements. Jean Latreille déclare : « Les Bodin's renvoient les classes moyennes à une ruralité qu'elles ont fuie, dont elles se sont arrachées, donc ça ne les fait pas rire. Elles ne peuvent pas se moquer de leurs origines, elles ferment les portes sur un traumatisme initial qu'elles veulent oublier. » Agnès Laurent estime que les citadins peuvent avoir des préjugés sur un manque de qualité de l'humour des Bodin's, et être « un brin condescendants ». Jean Latreille cite Pierre Bourdieu, qui analysait les différences culturelles entre les divers milieux sociaux, et Jean Latreille estime qu'une « certaine démagogie démocratique a tenté [...] d'imposer un humour convenable qui ferait rire tout le peuple », mais que cela échoue, dans la mesure où il existe des « groupes populaires différents avec des habitus de classes différents, comme disait Bourdieu ». Selon Jean Latreille, ces groupes ne s'alimentent pas de la même manière, ne partagent pas les mêmes plaisirs, et ne rient pas tous des mêmes choses.

## Spectacles
- 1989 à 1992 : Les aventures Solexines de Maria Bodin (Maria en solo)
- 1992 à 1998 : Maria Bodin (Maria en solo)
- 1995 à 1999 : Les Bodin’s en duo (1re version de Mère & Fils)
- 1999-2000 : Les Bodin's (Au Mélo d'Amélie puis à la Comédie Caumartin) (2e version de Mère & Fils)
- 2000 à 2006 : L’Inauguration de la salle des fêtes (Sans les personnages de Maria et Christian)
- 2001 à 2004 : Mère & Fils
- 2004 : En attendant le sous-préfet (Sans les personnages de Maria et Christian)
- Depuis 2005 : Les Bodin’s : Grandeur nature (Évènement estival annuel)
- 2006 à 2010 : Bienvenue à la capitale
- 2011 à 2015 : Retour au pays produit par Claude Cyndecki (Cheyenne Productions)
- Depuis 2015 : Grandeur nature La Tournée produit par Claude Cyndecki (Cheyenne Productions)
- 2023 : Au plus près des Bodin’s

## Publications
- 2008 : Les Bodin's grandeur nature : Histoire illustrée de Christian Hirlay, Vincent Dubois et Jean-Christian Fraiscinet, Ed. Bodin's
- 2012 : Le p'tit lexique des Bodin's de Vincent Dubois et Jean-Christian Fraiscinet, Ed. Bodin's
- 2013 : Les Bodin's, histoire de familles de Christophe Gervais, Éditions La Bouinotte[39]
- 2021 : Les Bodin's se font la belle de Frédéric Coicault, Jungle, bande-dessinée

## Filmographie

### Cinéma
- 2008 : Mariage chez les Bodin's d'Éric Le Roch
- 2010 : Amélie au pays des Bodin's d'Éric Le Roch
- 2021 : Les Bodin's en Thaïlande de Frédéric Forestier
- 2025 : Les Bodin's partent en vrille de Frédéric Forestier

### Téléfilm
- 2024 : Les Bodin's enquêtent en Corse de Thierry Binisti

### Télévision
- 2018 : La folle histoire des Bodin's de Olivier Chapelle
- 2019 : La télé des Bodin's de Olivier Chapelle
- 2022 : Bienvenue chez les Bodin's de Julien Bloch
- 2023 : Les Bodin's chez les belges de Franck Villano
- 2023 : Anniversaire surprise chez les Bodin's[40] de Julien Bloch